# Juliette Thomas
Juliette Thomas (30 oktober 2000) is een Belgische atlete, die gespecialiseerd is in de lange afstand en het veldlopen. Ze werd tweemaal Belgisch kampioene.

## Loopbaan
In 2021 nam Thomas op de 10.000 m in Tallinn deel aan de Europese kampioenschappen U23. In de rechtstreekse finale werd ze 16e.
Thomas behaalde in 2023 tweemaal een medaille op de Belgische kampioenschappen veldlopen. Ze nam dat jaar ook deel aan de Europese kampioenschappen veldlopen. Met een 23e plaats had ze een bijdrage in de bronzen medaille van het Belgische team in het landenklassement.
Begin 2024 plaatste Thomas zich tijdens de halve marathon van Sevilla voor deelname aan de EK in Rome. Met 1:10.14 was ze toen de op een na snelste Belgische aller tijden. Enkele weken later werd ze in Gentbrugge met opnieuw een persoonlijk record Belgisch kampioene.
Clubs
Thomas is aangesloten bij Athletic Club Dampicourt.

## Belgische kampioenschappen
Outdoor
| Onderdeel      | Jaar |
| -------------- | ---- |
| halve marathon | 2024 |
| marathon       | 2024 |

## Persoonlijke records
Outdoor
| Onderdeel | Prestatie | Datum         | Plaats     |
| --------- | --------- | ------------- | ---------- |
| 3000 m    | 9.18,01   | 18 mei 2025   | Gentbrugge |
| 5000 m    | 15.23,69  | 31 mei 2025   | Karlsruhe  |
| 10.000 m  | 34.01,61  | 22 april 2023 | Pacé       |

Weg
| Onderdeel      | Prestatie | Datum           | Plaats     |
| -------------- | --------- | --------------- | ---------- |
| 5 km           | 15.21     | 25 mei 2025     | Wenen      |
| halve marathon | 1:09.48   | 10 maart 2024   | Gentbrugge |
| marathon       | 2:27.23   | 13 oktober 2024 | Eindhoven  |

## Palmares

### 5000 m
- 2021:  BK AC - 16.51,74

### 10.000 m
- 2021: 16e EK U23 in Tallinn - 35.08,81

### halve marathon
- 2023:  Route du Vin - 1:13.56
- 2024: 4e halve marathon van Sevilla - 1:10.16
- 2024:  BK AC in Gentbrugge - 1:09.48
- 2025: 2e EK in Leuven - 1:10.58

### marathon
- 2024:  BK AC in Eindhoven - 2:27.23

### veldlopen
- 2022: 44e EK U23 in Venaria Reale
- 2023:  BK AC in Laken
- 2023:  BK AC in Hulshout
- 2023: 23e EK in Laken
- 2023:  landenklassement EK in Laken